# Blood Inside
Blood Inside – szósty pełny album norweskiego zespołu muzycznego Ulver wydany 6 czerwca 2005 roku przez niezależną wytwórnię płytową Jester Records.
Utwór „It is not Sound” powstał na podstawie popularnej fugi z Toccata i fuga d-moll J.S. Bacha, a słowa do utworu „Christmas” są autorstwa portugalskiego poety Fernanda Pessoi.
Płyta została wydana w kolorach białym i czerwonym (wersje CD), a także w limitowanej, numerowanej wersji w czerwonym aksamitnym etui (2000 sztuk) oraz na płytach winylowych w sześciu różnych kolorach (1000 sztuk).

## Lista utworów
1. „Dressed in Black” – 7:06
2. „For the Love of God” – 4:11
3. „Christmas” – 6:15
4. „Blinded by Blood” – 6:22
5. „It is not Sound” – 4:37
6. „The Truth” – 4:01
7. „In the Red” – 3:30
8. „Your Call” – 6:07
9. „Operator” – 3:36

## Teledyski
- „Blinded by Blood” – Carlos Marfil, 2005
- „It is not Sound” – Trista Namo, Fel Roch, styczeń 2005

## Twórcy
- Kristoffer Rygg – śpiew, teksty, programowanie, produkcja
- Tore Ylwizaker – instrumenty klawiszowe
- Jørn H. Sværen – teksty
- Bosse – gościnnie gitara (utwór „For the Love of God”)
- Czral – gościnnie perkusja (utwór „Operator”)
- Jeffrey Gauthier – gościnnie wiolonczela (utwór „Your Call”)
- Håvard Jørgensen – gościnnie gitara (utwory „Dressed in Black”, „For the Love of God”, „Your Call”)
- Michael Keneally – gościnnie gitara (utwory „Christmas”, „Operator”)
- Andreas Mjøs – gościnnie wibrafon (utwory „Blinded by Blood”, „In the Red”)
- Maja S. K. Ratkje – sesyjnie chór (utwór „Your Call”)
- Knut Aalefjær – gościnnie perkusja (utwory „For the Love of God”, „Christmas”, „Operator”)